# Vesna Zornik
Vesna Zornik Stonič, slovenska pevka zabavne glasbe, * 6. januar 1975. 
Najbolj je znana kot pevka skupine Katalena. Leta 2010 je posnela prvo samostojno ploščo, v slogu argentinskega tanga, z naslovom TangoApasionada. 
Kot triletna deklica je nastopila v reklami za Čokolešnik. Končala je Srednjo šolo za oblikovanje v Ljubljani. Učila se je igrati na flavto in kitaro. 

### Šport
Pri šestih letih starosti se je učila jadranja in v tem športu intenzivno trenirala in tekmovala dve desetletji. Trenirala je tudi curling in v tej disciplini je leta 2010 postala državna prvakinja.

### Zasebno
Z možem imata enega otroka. Njena sestrična je oblikovalka Jo Zornik.